# 細川洪
細川 洪（ほそかわ こう、1989年6月8日 - ）は、日本の俳優。JAEプロモーション所属。広島県尾道市因島出身。B90、W82、H98、S28。

## 人物
かつてはルビーパレードに所属。TOKYO流星群元メンバー（2016年2月グループから脱退）。
関西外国語大学外国語学部英米語学科卒業。特技は、英語・英会話（英語検定準2級）・野球（中国地方大会出場）・スイミング（4種目メドレー）。
父、母、兄、妹の5人家族。

## 出演

### 舞台
- 「返り咲きリビングデッド」（2013年1月18日 - 20日、恵比寿・エコー劇場） - トモアキ 役
- 「屋上ワンダーランド」（2013年5月8日 - 12日、東池袋あうるすぽっと） - 鵜飼俊彦 役
- ミュージカル「熱帯男子2」（2013年10月12日 - 20日、全労済ホールスペース・ゼロ） - 久兵衛 役
- 朗読劇「しっぽのなかまたち3」（2013年11月20日・29日、天王洲 銀河劇場） - 近藤悠太役・ミント 役
- 「Anytime.Anywhere」（2014年7月2日 - 6日、上野ストアハウス） - 主演・灰島青海 役（鈴チーム）
- オトメステージVol.2「擬人カレシ～けもみみ大作戦!?～」（2014年12月10日 - 14日、新宿村LIVE） - ショウ 役（和合真一とのダブルキャスト）
- 「BLOOD-C The LAST MIND」（2015年7月2日 - 5日、世田谷パブリックシアター） - 灰島 役
- 「神様はじめました THE MUSICAL♪2016」（2016年1月15日 - 21日、AiiA 2.5 Theater Tokyo）
- 「テイルズ オブ ザ ステージ -最後の預言-（ラストスコア）」（2017年6月2日、横浜アリーナ/8月30日・31日、メルパルクホール大阪/9月5日・6日、中野サンプラザ） - ガイ・セシル 役
- 「傷だらけの猪は、希望の光へ猛進する」（2019年3月7日 - 10日、シアターグリーン BOX in BOX THEATER） - 濱崎真澄 役[5]
- 「ひぐらしのなく頃に〜流・明〜」（2019年7月24日 - 28日、ラゾーナ川崎プラザソル） - 富竹ジロウ 役
- 「Lullaby」（2019年10月3日 - 6日、シアターサンモール） - 雑賀孫一 役[6]
- 「ROAD59 -新時代任侠特区- 摩天楼ヨザクラ抗争」（2021年4月15日 - 18日、KAAT神奈川芸術劇場 大ホール） - 一条 役
- 「ニンジャバットマン ザ・ショー」（2021年11月6日 - 11月30日、Mixalive TOKYO Theater Mixa） - ジョーカー 役（なだぎ武、財木琢磨、ASUKAとのダブルキャスト）

### テレビ
- ドラマ「甘王の共感スクール」（2013年4月2日 - 9月24日、テレビ朝日） - レギュラー・九條剣斗役
- 「7スタＬＩＶＥ」（2013年8月29日、テレビ東京） - ゲスト出演
- 「テリー伊藤の世界のタビセツ」（2014年2月21日・28日、TOKYO MX）
- 「音ボケPOPS」（2014年9月21日、BS-TBS） - ゲスト出演
- 木曜ドラマ劇場「ヤメゴク〜ヤクザやめて頂きます〜」（2015年6月4日、TBS） - 第8話ゲスト出演
- ドラマ「HiGH&LOW〜THE STORY OF S.W.O.R.D.〜」（2015年10月22日 - 12月24日、日本テレビ） - ホワイトラスカルズのメンバー役
- 特捜9（2018年） - 須山一平
- 科捜研の女18 第6話（2018年11月29日、テレビ朝日） - 石黒竜夫 役

### 映画
- BLOOD-CLUB DOLLS １（2018年） - 唐獅子 役

### 映像作品
- JAEオリジナルムービー「華麗なる追跡3」（2016年、JAE）
- Vシネマ「タイマン3」・「タイマン4」（2017年、オールインエンタテインメント）